# Old Ripley (Illinois)
Old Ripley – wioska w USA, w stanie Illinois, w hrabstwie Bond. Według spisu z 2000 roku wioskę zamieszkuje 127 osób.

## Geografia
Wioska zajmuje powierzchnię 0,4 km², całość stanowi ląd.

## Demografia
Według spisu z 2000 roku wioskę zamieszkuje 127 osób skupionych w 48 gospodarstwach domowych, tworzących 36 rodzin. Gęstość zaludnienia wynosi 326,9 osoby/km². W wiosce znajdują się 56 budynki mieszkalne, a ich gęstość występowania wynosi 144,1 mieszkania/km². Wioskę zamieszkuje 96,21% ludności białej, 0,79% ludności stanowią Afroamerykanie.
W wiosce są 48 gospodarstwa domowe, w których 35,4% stanowią dzieci poniżej 18 roku życia żyjących z rodzicami, 58,3% stanowią małżeństwa, 8,3% stanowią kobiety nie posiadające męża oraz 25% stanowią osoby samotne. 18,8% wszystkich gospodarstw domowych składa się z jednej osoby oraz 10,4% żyjących samotnie ma powyżej 65 roku życia. Średnia wielkość gospodarstwa domowego wynosi 2,65 osoby, natomiast rodziny 3,03 osoby. 
Przedział wiekowy kształtuje się następująco: 31,5% stanowią osoby poniżej 18 roku życia, 5,5% stanowią osoby pomiędzy 18 a 24 rokiem życia, 29,1% stanowią osoby pomiędzy 25 a 44 rokiem życia, 20,5% stanowią osoby pomiędzy 45 a 64 rokiem życia oraz 13,4% stanowią osoby powyżej 65 roku życia.   Średni wiek wynosi 34 lat. Na każde 100 kobiet przypada 101,6 mężczyzn. Na każde 100 kobiet powyżej 18 roku życia przypada 117,5 mężczyzn.
Średni dochód dla gospodarstwa domowego wynosi 35 000 dolarów, a dla rodziny wynosi 35 417 dolarów. Dochody mężczyzn wynoszą średnio 27 083 dolarów, a kobiet 21 563 dolarów. Średni dochód na osobę w mieście wynosi 15 363 dolarów. Około 0% rodzin i 3,7% populacji miasta żyje poniżej minimum socjalnego, z czego 0% jest poniżej 18 roku życia i 0% powyżej 65 roku życia.